# フンアフプーとイシュバランケー
フンアフプー（Hunahpu、Hunahpú）は、マヤ神話に登場する神。フン・アプ、フンアプ、フナフプ、フナプと書かれることもある。彼の名前は「猟師」を意味する。
イシュバランケー（Ixbaranque、Xbalanque）は、マヤ神話に登場する神。シュバランケと書かれることもある。彼の名前は「小さなジャグヮール（ジャガー）」を意味する。
2人は双子の兄弟で、フン・フンアフプーとイシュキックの息子。『ポポル・ヴフ』で、2人の出自と功績が語られる。彼らは半神の首長たちをやっつけていく。最終的に、父親の仇を討って冥界を平定し、それぞれ太陽と月になって天に昇った。

## 出自
父フン・フンアフプーは、弟のヴクブ・フンアフプーとともに、冥界・シバルバー（Xibalba）の冥神フン・カメーとヴクブ・カメーの罠にはまって殺害された。フン・フンアフプーの首は木に吊され、ちょうどやって来たイシュキックは、フン・フンアフプーの吐いた唾を手に受けると、やがて赤ん坊を身ごもった。
これこそがフンアフプーとイシュバランケーであった。
地下界から地上に上がったイシュキックは、フン・フンアフプーの母（祖母）を訪ねて、嫁として認めてもらい、山の中でフンアフプーとイシュバランケーを出産した。2人があまりに泣くので、祖母は外に出せと言った。フン・フンアフプーと亡き妻イシュバキヤロとの間の息子、フンバッツとフンチョウエンは赤ん坊を憎み、殺したいと思って蟻の巣や刺の上に置いた。そのため2人は野原で育てられることになった。
2人は成長すると、吹筒で猟をして鳥を獲ったが、異母兄に鳥を取られて、食事ももらえなかった。2人は兄たちの仕打ちに怒り、兄たちを人猿に変えて森へ追った。

## 巨人の親子の征伐

### ヴクブ・カキシュ
巨人のヴクブ・カキシュの傲慢ぶりを見たフンアフプーとイシュバランケーは彼の退治を決意した。ヴクブ・カキシュはナンセの木の実を食べているため、2人は木の根元で待ち伏せし、フンアフプーが吹筒を打ち、ヴクブ・カキシュの顎の骨に当てた。そして木から落ちてきたヴクブ・カキシュを捕らえようとしたら、逆にフンアフプーの腕が折られて奪われてしまった。
2人は老女のサキ・ニマ・チイス、老人のサキ・ニム・アクを訪ねて、自分たちと一緒にヴクブ・カキシュの家に行ってほしいと頼んだ。老女と老人は、奥歯が痛んで苦しんでいるヴクブ・カキシュを治療すると嘘を言い、ヴクブ・カキシュの歯も目も抜き取って殺した。その間にフンアフプーは自分の腕を取り戻した。

### シパクナー
ヴクブ・カキシュ長男のシパクナーが、400人の若者を殺してしまったので、フンアフプーとイシュバランケーは彼の退治を決意した。エク羊歯などの材料で、彼の好物の蟹の偽物を作り、大きな蟹がいると嘘を言い、シパクナーを谷の底へ連れて行った。シパクナーは蟹を追いかけるうちに2人の罠にはまり、山崩れの下敷きになって石になって死んだ。

### カブラカン
ヴクブ・カキシュの次男のカブラカンが山を覆したり割ったりするのを見た神のカクルハー・フラカン、チピ・カクルハー、ラサ・カクルハーは、彼のやっていることが悪いことだから滅ぼせと、フンアフプーとイシュバランケーに命じたため、2人は彼の退治を決意した。2人は、太陽の出る方角にとても高い山を見たと嘘を言い、カブラカンと一緒に歩きだした。途中で鳥を獲り、ティサテ（石膏）を塗って白い土で包むと、いい匂いがするように焼いてからカブラカンに食べさせた。土のせいでカブラカンは手足から力が抜けてしまい、大きな山に着いても覆すことができなかった。2人はカブラカンの手足を縛って土に埋めて殺した。

## 冥府シバルバー攻め
フンアフプーとイシュバランケーは、ネズミから、父フン・フンアフプーが使っていた球戯の道具（首環、手袋、球）が天井から吊されていることを教えられた。この道具のせいで息子が死んだため祖母が隠していたのだった。そこで2人は祖母と母に用事を頼んで外出させ、その間に道具を見つけて手に入れた。そして父たちが遊んだ球戯場へ行って球戯を楽しんだ。するとシバルバーのフン・カメーとヴクブ・カメーがこの音を聞きつけ、2人を呼ぶ使いを送った。祖母から使いの伝言を聞いた2人は、家の中にトウモロコシを植えた。このトウモロコシが枯れれば2人は死んだということになり、芽が出れば生きているということになるのだと2人は言い、シバルバーへ向かった。
シバルバーの冥神たちは2人の父フン・フンアフプーと叔父ヴクブ・フンアフプーにしたような企みを次々に仕掛けてきたが、2人はその企みを見破った。毎晩泊められる闇の館、剣の館、寒冷の館、ジャガーの館、焔の館、どれも2人は切り抜けていった。日中はシバルバーの者たちと球戯をした。蝙蝠の館では、カマソッツの武器を避けるために2人は吹筒に入って寝ていたが、夜が明けたか確かめようとしたフンアフプーが吹筒から頭を出すと、カマソッツがすかさず頭を切り落としてしまった。頭はシバルバーの者たちに奪われた。
イシュバランケーは動物を呼び集めた。その中で亀が、フンアフプーの胴体に近づくと、くっついて頭になった。多くの予言者やフラカンがこの蝙蝠の館の上に集まり、みなでフンアフプーの顔を作っていった。イシュバランケーはうさぎに協力を命じ、復活したフンアフプーと一緒に球戯場へ行った。そこにフンアフプーの頭があった。うさぎがシバルバーの者たちを球戯場の外へおびき出した間に、フンアフプーは自分の頭を取り戻した。
フンアフプーとイシュバランケーは自分たちが焼き殺されることを知り、予言者のシュルーとパカムを呼んで協力を命じた。やがてシバルバーの者たちが焚いた焚火のそばに連れてこられた2人は、自ら火に飛び込んで死んだ。シバルバーの者たちは大喜びし、シュルーとパカムを呼んで死体の扱いを相談した。そして言われたとおりに2人の骨を挽いて川に捨てた。前もって打ち合わせていたとおりに、2人は川の中から現れた。
フンアフプーとイシュバランケーは、みずぼらしいなりの老人に化け、シバルバーの者たちの前で踊った。次に手品をしたが、家を燃やしても元に戻したり、互いに斬り合って片方が死ぬともう片方が生き返らせたりした。フン・カメーとヴクブ・カメーがこの謎の2人の話を聞き、自分たちの元へ呼び、2人の踊りや手品を楽しんだ。またイシュバランケーがフンアフプーを殺して生き返らせて喜ぶのを見て一緒に喜んだ。とうとうフン・カメーとヴクブ・カメーは、自分たちを殺して復活させろと言った。フンアフプーとイシュバランケーはフン・カメーとヴクブ・カメーを殺し、生き返らせなかった。シバルバーの者たちはみな、フンアフプーとイシュバランケーに降参した。
フンアフプーとイシュバランケーは父と叔父の仇をとるべく皆殺しにすると宣言し、シバルバーの滅亡が始まった。2人は父と叔父の体を見つけたが生き返らせることはできず、球戯場に置き、褒め称えた。そして太陽と月になって天に昇っていった。先に死んだ400人の若者も星になって2人に付き従った。

### 後日談
フンアフプーとイシュバランケーが祖母の家に植えていったトウモロコシは、2人が火に飛び込んで死んだときに枯れてしまったが、復活と共に再び芽を出していた。祖母はトウモロコシにニカフ（家の中心）と名前をつけて崇めた。